# Табачний
Табачний (рос. Табачный; адиг. ТутыншІапІ) — селище Майкопського району Адигеї Росії. Входить до складу Краснооктябрського сільського поселення.
Населення — 1926 осіб (2015 рік).